# Atletika na Letních olympijských hrách 1908 – 100 metrů muži
 Běh na 100 metrů mužů na Letních olympijských hrách 1908 se uskutečnil  21. července a 22. července v Londýně. 

## Výsledky finálového běhu
| *                | jméno         | země                   | čas  |
| ---------------- | ------------- | ---------------------- | ---- |
| Zlatá medaile    | Reggie Walker | Jižní Afrika           | 10,8 |
| Stříbrná medaile | James Rector  | Spojené státy americké | 10,9 |
| Bronzová medaile | Bobby Kerr    | Spojené státy americké | 11,0 |
| 4                | Nate Cartmell | Spojené státy americké | 11,2 |